# Шаплен, Жюль-Клеман
Жюль-Клеман Шаплен (фр. Jules-Clément Chaplain; 12 июля 1839, Мортань-о-Перш Нижняя Нормандия — 13 июля 1909, Париж) — французский скульптор, один из лучших медальеров Франции. Член Французской академии изящных искусств.

## Биография
В 1857 году поступил в Парижскую школу изящных искусств, где изучал скульптуру у Франсуа Жуффруа и медальера Эжена Удине.
В 1863 году стал обладателем Римской премии в разряде медальерства. Отправившись после того в Рим, в 1864—1868 годах продолжил образование в Италии. Жил на вилле Медичи.
С 1863 года регулярно выставлялся в Парижском салоне, получив множество наград. В 1869 вернулся в Париж, где сразу стал очень популярен.
В 1877 году Шаплен был назначен официальным медальером французского правительства, в 1878 году награждён орденом Почетного легиона, а в 1881 году стал членом Французской академии изящных искусств.
В 1896 году — художественный руководитель Севрской фарфоровой мануфактуры, где воплотил в фарфоре-бисквит несколько замечательных медалей.
С 1900 года — командор ордена Почетного легиона.
Похоронен на кладбище Монпарнас. «Смерть Шаплена является трауром для всех, кто его знал, и непоправимой утратой для французского искусства», писал в 1909 году «Нумизматический журнал».

## Творчество

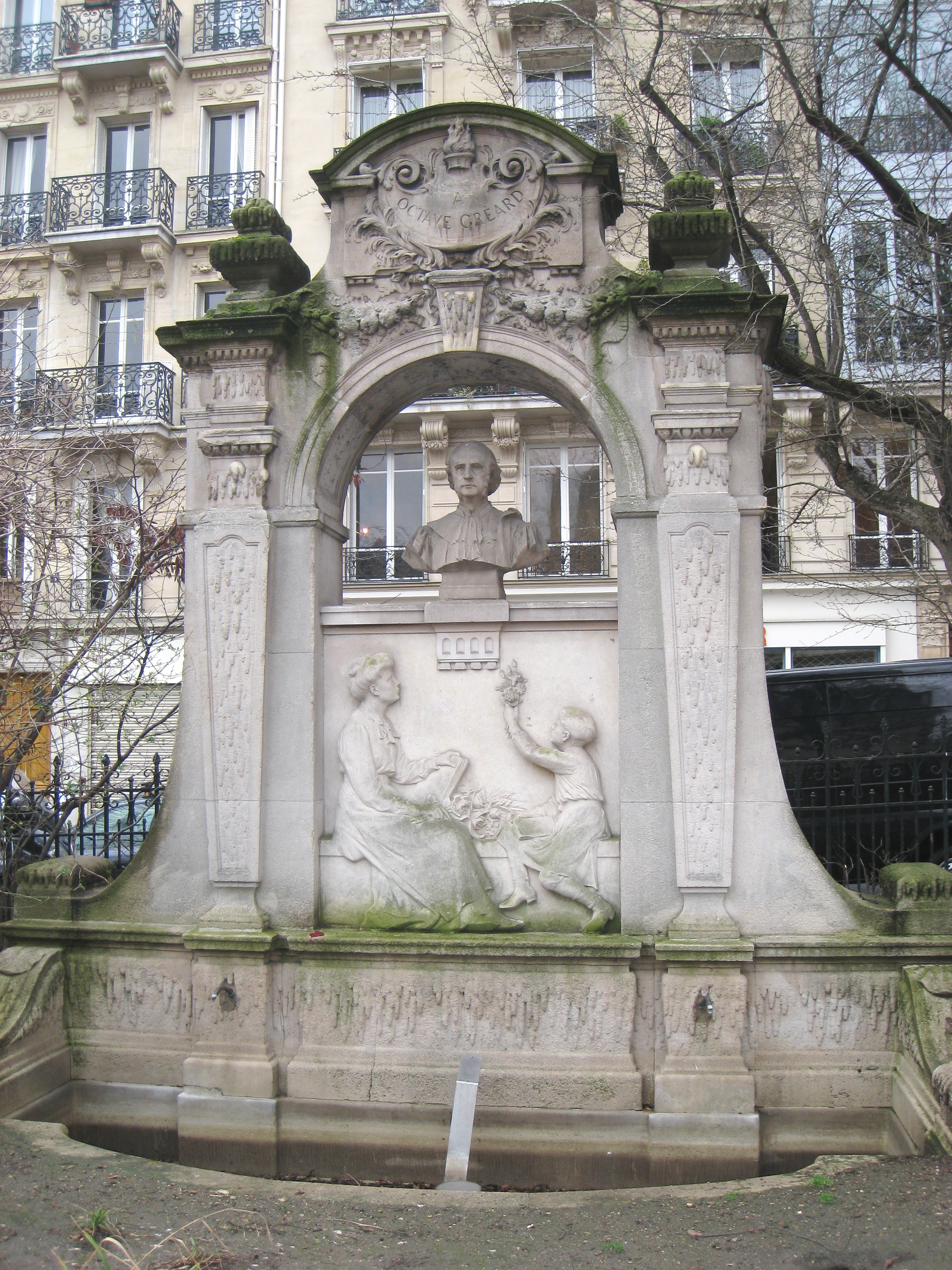
Памятник Валери Греару в Париже работы Шаплена

Вместе с Луи Оскар Роти (1846—1911) внёс значительный вклад в создании новой парижской школы модерна в медальерстве. Был одним из первых художников, создавших модели для литых медалей, которые были одинаково эффективны как для малых, так и для больших размеров.
Шаплен считается мастером, заново открывшим французское медальерное искусство. Благодаря ему литые медали и плакетки снова заняли достойное место в европейском искусстве. К концу 1870-х годов Шаплен развил реалистический стиль медальерного портрета, основы которого были заложены Юбером Понскармом. Не будучи приверженцем трехмерного романтического стиля Давида д’Анже, Шаплен, работая в низком рельефе, привнес в свои медали больше живописности, нежели скульптуры, позволяя своим персонажам активно взаимодействовать с окружающим фоном поверхности медали. Он изображает свои предметы в энергичной, почти совершенной манере, формируя композицию свободными широкими линиями, широко использует женские и флоральные мотивы и орнаменты.
Создал отличную серию из двадцати литых медалей в честь художников, ученых и государственных деятелей, а также посвященных событиям своего времени, в том числе
- медали в честь скульптора Э. Гийома (1886),
- художника Л. Бонне (1890),
- премьер-министра Л. Гамбетты (1883),
- политика Э. Лубе (1899),
- Генриха Орлеанского, герцога Омальского, младшего сына последнего короля Франции Луи-Филиппа,
- в память открытия Суэцкого канала (1870)
- новой Парижской ратуши (1882),
- осады Парижа (1885),
- I Летних Олимпийских игр (1896),
- визита русского флота в Тулон (1893),
- писателя Виктора Гюго (1902),
- первого лауреата Нобелевской премии по литературе, поэта Сюлли-Прюдома (1907) и др.

Им выгравированы официальные портреты всех президентов Французской Республики, начиная с Патриса Мак-Магона (1877) до Эмиля Лубе (1899).
Шапленом созданы также монетные штемпеля для пущенных в обращение в 1899 году французских золотых монет в 20 и 10 франков: (л. с. — голова Марианны (аллегория Франции)), (о.с. — галльский петух (символ Франции, возникший на территории бывшей Римской провинции — Галлии).
В основном использовал подпись «J.C.CHAPLAIN», а также «CHAPLAIN», «J.C.C».

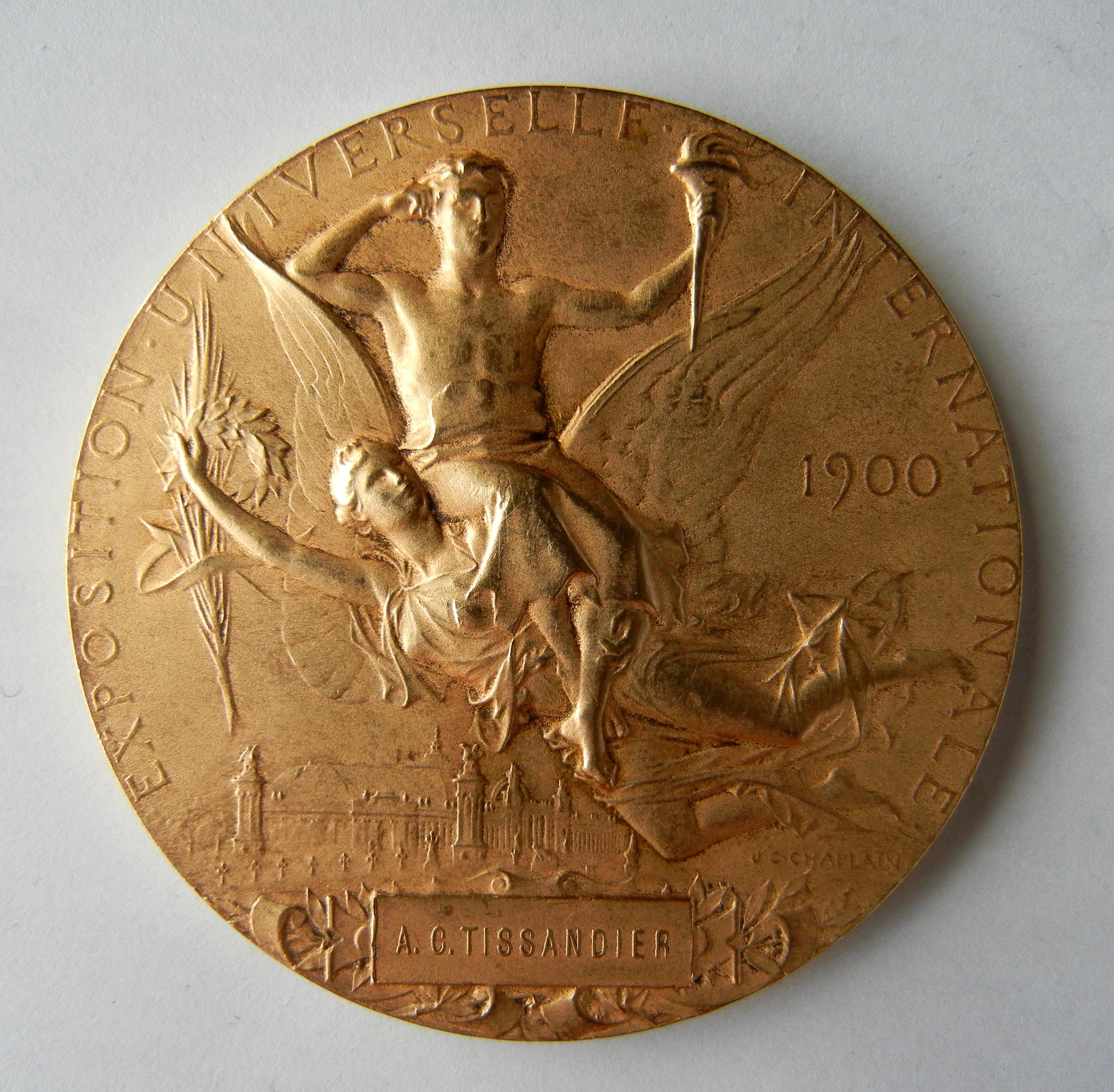
Медаль в честь Всемирной выставки (1900)
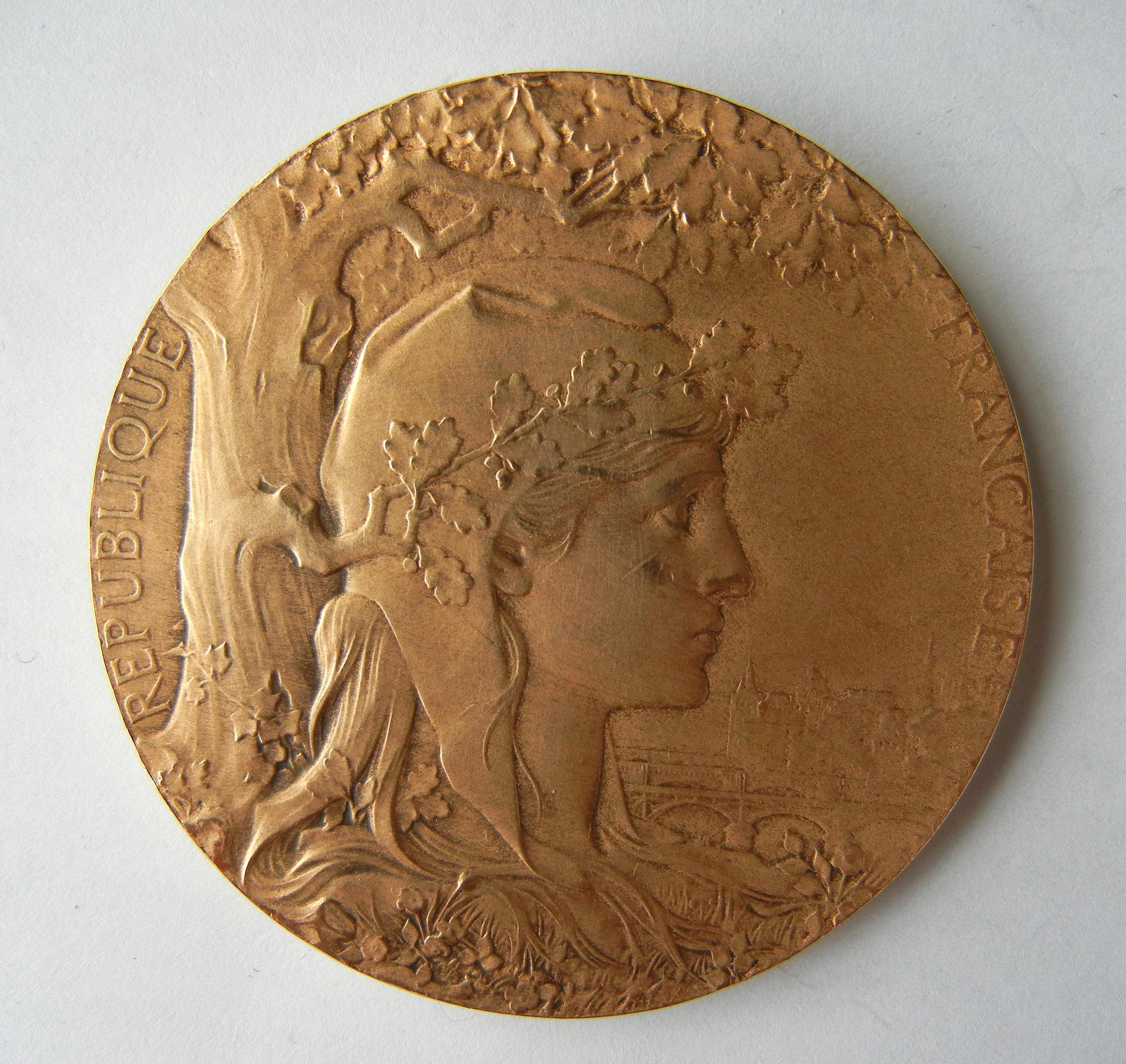
Медаль в честь Всемирной выставки (1900)
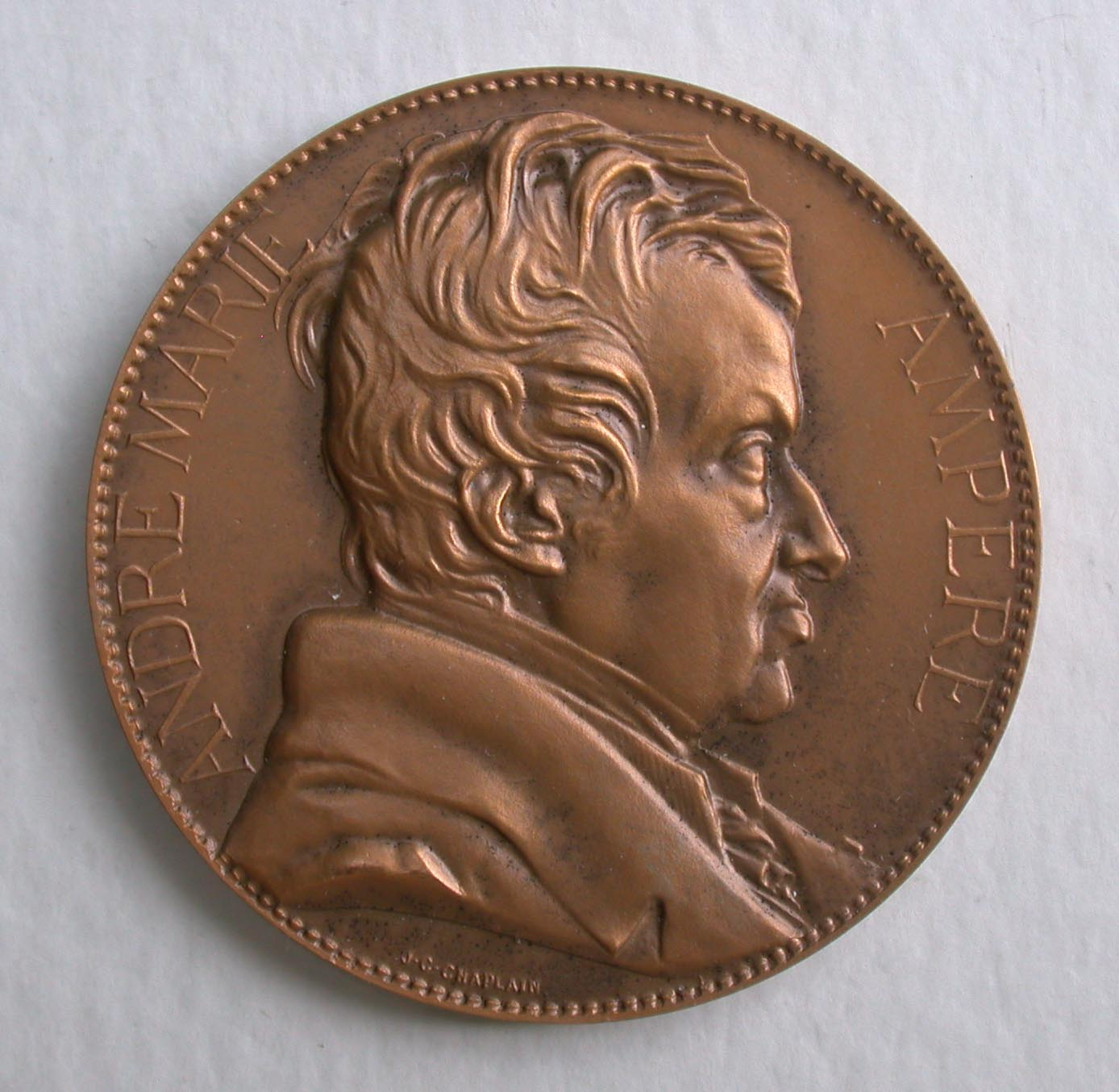
Медаль в честь А.-М. Ампера
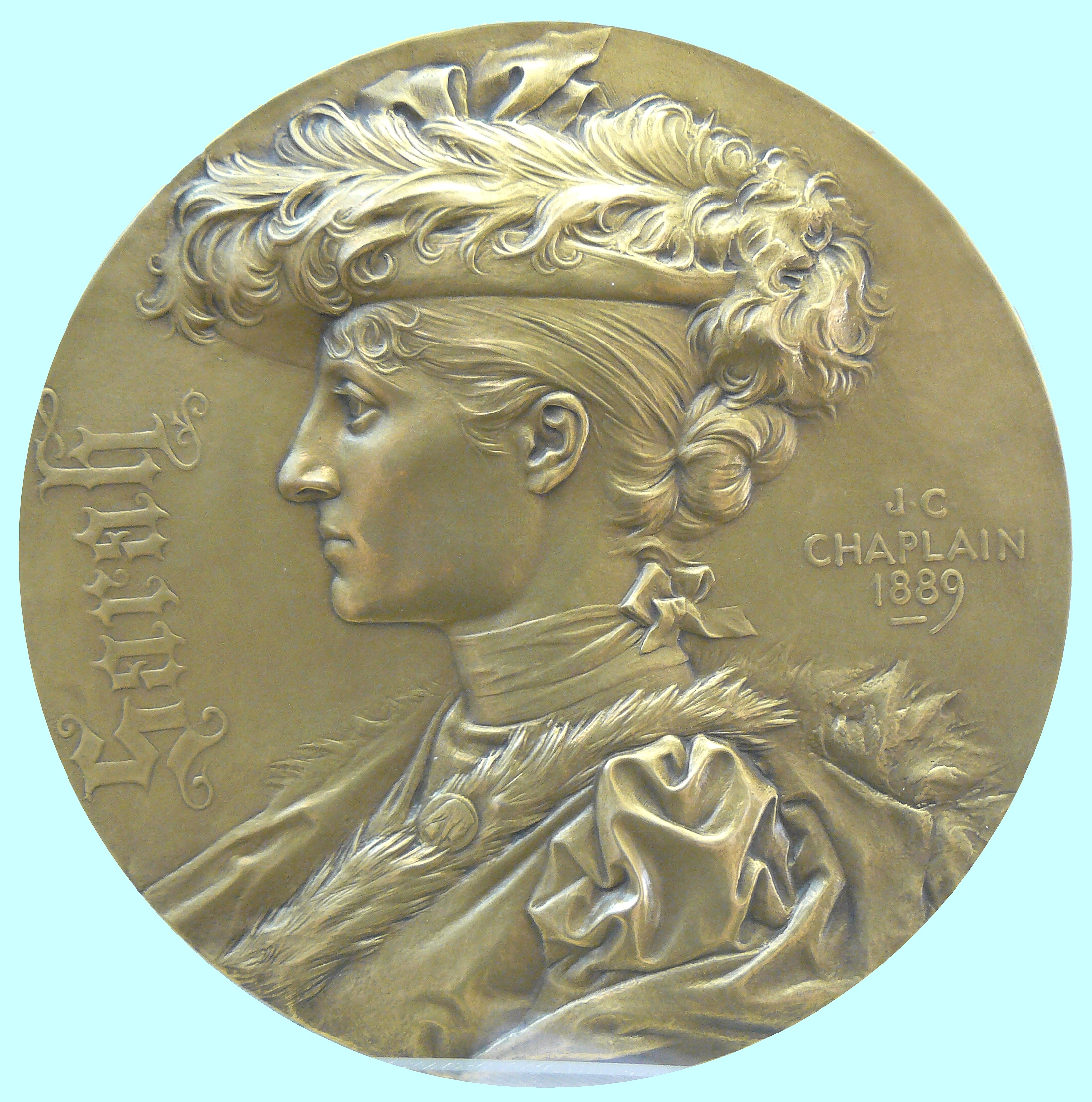
Медаль в честь Сары Бернар (1889)
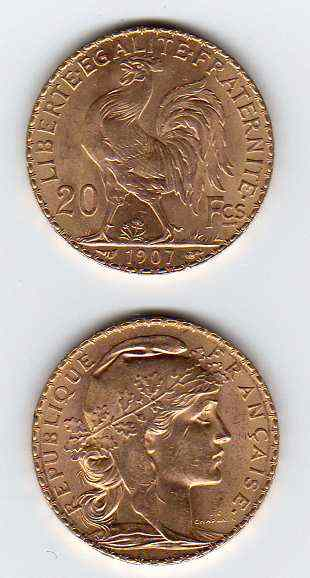
20-франковая монета Франции